# This Is Wulf
This Is Wulf is het debuutalbum van de Nederlandse zanger Wulf. Het album werd op 13 september 2019 uitgebracht. Het album behaalde geen hitnoteringen. Op het album staan gastoptredens van Jules en Miss Montreal.
Er staan elf nummers op het album. Zeven daarvan waren voor het uitkomen van het album al als losse singles uitgebracht. Twee nummers, How Can I Let You Go en More Than This, verschenen eerder al op zijn debuut-EP Switching Gears.

## Tracklist
| 1.                 | Anyone out There?                  | 2:59 |
| 2.                 | Switching Gears                    | 3:02 |
| 3.                 | Watch Me Go                        | 2:27 |
| 4.                 | Mind Made Up                       | 2:32 |
| 5.                 | Tearless                           | 2:57 |
| 6.                 | How Can I Let You Go               | 3:11 |
| 7.                 | All Things Under the Sun           | 3:06 |
| 8.                 | More Than This (met Jules)         | 3:25 |
| 9.                 | Scared of Love (met Miss Montreal) | 2:35 |
| 10.                | Front Row Ticket                   | 2:48 |
| 11.                | Soaking in the Silence             | 3:25 |
| Totale duur: 32:27 |                                    |      |